# محوطه تنگ چاه وقه ۱
محوطه تنگ چاه وقه ۱ مربوط به دوره ساسانیان است و در شهرستان پاسارگاد، بخش مرکزی، دهستان سرپنیران، روستای علی‌آباد واقع شده و این اثر در تاریخ ۲۶ اسفند ۱۳۸۶ با شمارهٔ ثبت ۲۱۹۲۴ به‌عنوان یکی از آثار ملی ایران به ثبت رسیده است.